# سیدولی سلطان
سیدولی سلطان (زاده ۸ مارس ۱۹۶۳ ‏(۶۲ سال) ولایت خوست) سیاستمدار اهل افغانستان است که از ۲۴ اسد ۱۳۹۷ تا ۱۱ عقرب ۱۳۹۹ والی ولایت نیمروز بود. آقای سلطان قبل از این معین پالیسی و پلان گذاری وزارت ترانسپورت و هوانوردی بود. وی دکترای خود را در رشته علوم شیمی از کشور روسیه به دست آورده است.